# 三嶋神社 (七飯町)
三嶋神社（みしまじんじゃ）は、北海道亀田郡七飯町にある三島・大山祇信仰の神社。七飯町最古の神社で、北海道内でも古い神社である。

## 祭神
- 大山祇命
- 木花咲哉姫命
- 倉稲魂命（1907年7月8日稲荷神社を合祀）

## 歴史
創建は1504年、伊予国大三島の大山祇神社より七重鳴川に勧請したことにはじまる。当時の資料はほとんど残っておらず、勧請の詳細は不明。同時期に周辺では大山祇神社を崇敬した伊予河野氏の後裔と考えられる河野政通らが館（後の箱館）を築き活動していたが、関係ははっきりしない。
当初は大山祇神社と呼ばれていたが、その後三嶋神社に改称した。1579年に創建された大中山の三嶋神社（現：大中山神社）は、この神社から勧請されたと伝わる。
1732年に本町に社殿が造営される。この地には1901年に移転するまで社殿があり、「七飯の大イチョウ」が残っている。このイチョウは、北海道で最も古いイチョウとも言われる。1871年村社となる。1901年本町423番地に遷座。更に1939年、国道整備に伴い、現在地に遷座した。
祭神の倉稲魂命は、1907年稲荷神社を合祀したものである。